# تي آر تي 4 كي
تي آر تي 4 كي (بالتركية: TRT 4K)‏ هي قناة تركية فائقة الدقة تابعة لمؤسسة الإذاعة والتلفزيون التركية (TRT)، تم إطلاق البث التجريبي لأول مرة في 19 فبراير 2015 على القمر التركي تركسات 4آي. وتعد أول قناة تركية فائقة الدقة مجانية وكذلك في أوروبا. تستخدم القناة برنامج ترميز HEVC (H.265) مع دقة 4K Ultra HD 3840 × 2160 ومعدل إطار تقدمي (كامل) 50.

## أعمال القناة
يتم عرض مناظر طبيعية مختلفة فائقة الدقة في تركيا وغيرها وبعض المسلسلات والأفلام التركية والعالمية، كذلك يتم عرض أبرز مباريات كرة القدم المشفرة سواءً في تركيا أو في أوروبا وغيرها، ومن أبرز ما عرضته القناة: كأس العالم 2018 وبطولة أمم أوروبا 2016 و2020، بالإضافة إلى نهائيات دوري أبطال مثل: نهائي كارديف 2017 ونهائي كييف 2018.

## الشعار

الشعر منذ 19 فبراير 2015 حتى 12 يونيو 2021
الشعار منذ 12 يونيو 2021 حتى الآن